# NGC 118
NGC 118 je galaksija u zviježđu Kit.

## Vanjske poveznice
- SEDS: NGC 0118